# Київська унійна архиєпархія (1596–1839)
Київська унійна архієпархія — митрополича єпархія українських унійних християн, греко-католиків  з центром у місті Київ, яка постала внаслідок переходу Київського митрополита на унію з Римом у Бересті, 1596 року з подальшим відновленням окремої, православної Київської митрополії. 
Ліквідована 1839 року на Полоцькому Соборі, що фактично було відмовою визнавати факт існування українських унійних християн як окремої конфесії поряд з руським, православним християнством на теренах Російської імперії.

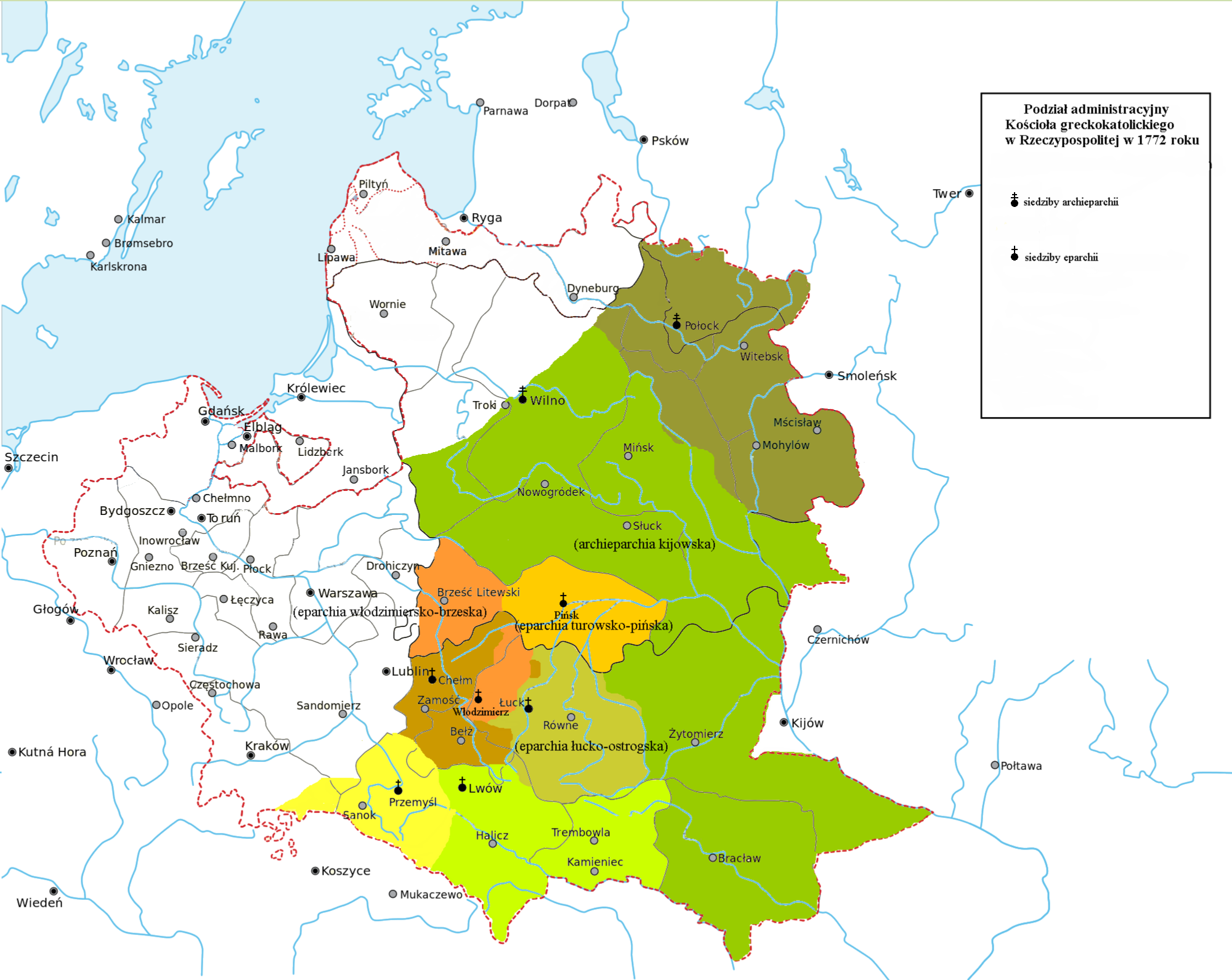
Київська архієпархія у 1772 році.

Наприкінці XVI ст. охоплювала Київське, Новогрудське, Мінське, Віленське та Троцьке воєводства Речі Посполитої, а також Жмудь.

## Історія

### Київська митрополія
Сучасна Київська унійна митрополія, архієпархія УГКЦ веде свою історію від Київської митрополії, що була утворена в 988 році в результаті хрещення Русі рівноапостольним князем Володимиром Святославичем, як церковна провінція Константинопольської патріархії з центром у місті Києві.
У 1458 році, через появу у Москві нової, окремої, самопроголошеної, невизнаної ще на той час іншими митрополіями і патріархіями Руської і Московської митрополії Греко-Католицької, Східної, Православної, Руської Церкви, Константинопольська патріархія утворює нову Київську митрополію на базі існуючої Галицької митрополії, вона ж митрополія Малої Росії, митрополію, що перебуває поза впливом правителів Великої Росії, московських ієрархів та князів, чим створює сприятливі умови для подальшого формування і виокремлення зі складу ще існуючого на той час як єдина спільнота (старо)руського нового, окремого від (велико)російського (мало)російського або, сучасною мовою, українського народу, з його києвоцентризмом і власною самосвідомістю.

### Перехід Київської митрополії в унію і відновлення окремої, православної митрополії
У 1596 році рішенням більшості церковної ієрархії Київської митрополії була відновлена єдність з Римом. Єпархія разом з іншими була перепідпорядкована Папі Римському після прийняття Берестейської унії і проіснувала як єдина еклезіальна структура до 1620 року, коли єрусалимський патріарх Феофан, на прохання гетьмана Війська Запорозького Його Королівської Милості Петра Сагайдачного, висвятив для Київської митрополії митрополита Йова Борецького та нових єпископів, що знаменувало появу і визнання українським народом (де-факто) появи і існування на теренах Старої Русі нової конфесії, унійних християн з власною, окремою митрополією, при фактичному збереженні православної хоч і невизнаної правлячим класом і народом Корони Польської і Речі Посполитої, переважно латинянами і римокатоликами, а отже свідомими прихильниками унії православних з Римом зі збереженням їх в статусі православних, без утворення нової конфесії.

## Церковна структура
Після Берестейської унії 1596 унійними стали Київська, Полоцька архієпархії та Пінська, Луцька, Володимирська й Холмська єпархії. Унію не прийняли Львівська та Перемиська єпархії. Після смерти владики Кирила Терлецького в 1607 Луцька єпархія поступово відійшла від унії, повернувшись до неї в 1702 за єпископа Діонісія Жабокрицького. У 1691 до Унійної Київської митрополії приєдналася Перемисьська єпархія за владики Інокентія Винницького, а в 1700 приєдналась Львівська єпархія за єпископа Йосифа Шумлянського. Після взяття у 1616 польськими військами Смоленська, король номінував у 1625 Лева Кревзу-Жевуського на архієпископа Смоленського, започаткувавши тим самим унійну Смоленську архієпархію; у 1773, внаслідок Ужгородської унії 1646 року, виникла Мукачівська греко-католицька єпархія.
Впродовж 1798—1809 років на території Нової Східної Пруссії в складі Королівства Пруссії існувала Супрасльська унійна єпархія.
Структура Унійної Церкви в Речі Посполитій 1772 року
- Київська архієпархія
- Полоцька архієпархія
- Смоленська архієпархія
- Пінсько-Турівська єпархія
- Луцько-Острозька єпархія
- Володимиро-Берестейська єпархія
- Холмська єпархія
- Львівська єпархія
- Перемиська єпархія

До часу поділів Речі Посполитої Руська Унійна Церква налічувала 9 300 парафій, 10300 священиків і 4500000 прихожан (тоді як все населення Речі Посполитої становило 12300000 осіб). Крім того, Унійній Церкві належало 172 монастирі з 1 458 ченцями.

## Архиєпископи
- Михайло Рогоза (1596—1599), митрополит
- Іпатій Потій (1600—1613), митрополит
- Велямин Йосип Рутський (1613—1637), митрополит
- Рафаїл Корсак (1637—1642), митрополит
- Антоній Селява (1642—1655), митрополит
- Гавриїл Коленда (1655—1674), митрополит
- Кипріан Жоховський (1674—1693), митрополит
- Лев I Слюбич-Залевський (1694—1708), митрополит
- Юрій Винницький (1708—1713), митрополит
- Лев II Кишка (1714—1728), митрополит
- Атанасій Шептицький (1729—1746), митрополит
- Флоріян Гребницький (1748—1762), митрополит
- Пилип Феліціян Володкович (1762—1778), митрополит
- Лев III Шептицький (1778—1779), митрополит
- Ясон Смогожевський (1780—1788), митрополит
- Теодосій Ростоцький (1788—1805), митрополит
- Іраклій Лісовський (1806—1809), архієпископ
- Григорій Коханович 1809—1814, архієпископ
- Йосафат Булгак (1814—1838), архієпископ

### Ліквідація Київської Унійної митрополії
Київська Унійна Митрополія була ліквідована в 1839 р. на соборі в Полоцьку і насильно приєднана до Російської Православної Церкви щойно після смерті Йосафата Булгака.